# Rivaroxaban
Rivaroxaban, được bán dưới tên thương hiệu Xarelto trong số những loại khác, là một loại thuốc chống đông máu (làm loãng máu) được sử dụng để điều trị và ngăn ngừa các cục máu đông. Cụ thể nó được sử dụng để điều trị huyết khối tĩnh mạch sâu và thuyên tắc phổi và ngăn ngừa cục máu đông trong rung nhĩ và sau thay khớp háng hoặc đầu gối. Nó được uống bằng miệng.
Tác dụng phụ thường gặp là chảy máu. Các tác dụng phụ nghiêm trọng khác của thuốc có thể bao gồm tụ máu cột sống và sốc phản vệ. Không rõ liệu sử dụng trong thai kỳ và cho con bú có an toàn không. So với warfarin nó có ít tương tác hơn với các loại thuốc khác. Nó hoạt động bằng cách ngăn chặn hoạt động của yếu tố protein đông máu Xa.
Rivaroxaban được cấp bằng sáng chế vào năm 2007 và được chấp thuận cho sử dụng y tế tại Hoa Kỳ vào năm 2011. Ở Hoa Kỳ, nó sẽ không có sẵn dưới dạng thuốc chung cho đến năm 2024. Một tháng cung cấp ở Vương quốc Anh tiêu tốn của NHS khoảng 50 £ vào năm 2019. Tại Hoa Kỳ, chi phí bán buôn của số thuốc này là khoảng 430 USD. Trong năm 2016, Rivaroxaban là loại thuốc được kê đơn nhiều thứ 105 tại Hoa Kỳ với hơn 7 triệu đơn thuốc.

## Sử dụng trong y tế
Ở những người bị rung tâm nhĩ không do van tim, nó dường như có hiệu quả như warfarin trong việc ngăn ngừa đột quỵ do thiếu máu cục bộ và các biến cố tim. Rivaroxaban có liên quan đến tỷ lệ xuất huyết nghiêm trọng và gây tử vong thấp hơn warfarin, mặc dù rivaroxaban có liên quan đến tỷ lệ xuất huyết cao hơn ở đường tiêu hóa.
Vào tháng 7 năm 2012, Viện Sức khỏe và Xuất sắc Lâm sàng Quốc gia của Vương quốc Anh đã khuyến cáo dùng rivaroxaban để ngăn ngừa và điều trị huyết khối tĩnh mạch.